# 12134 Hansfriedeman
12134 Hansfriedeman là một tiểu hành tinh vành đai chính với chu kỳ quỹ đạo là 2049.4566919 ngày (5.61 năm).
Nó được phát hiện ngày 24 tháng 9 năm 1960.